# Dobronice (Tavíkovice)

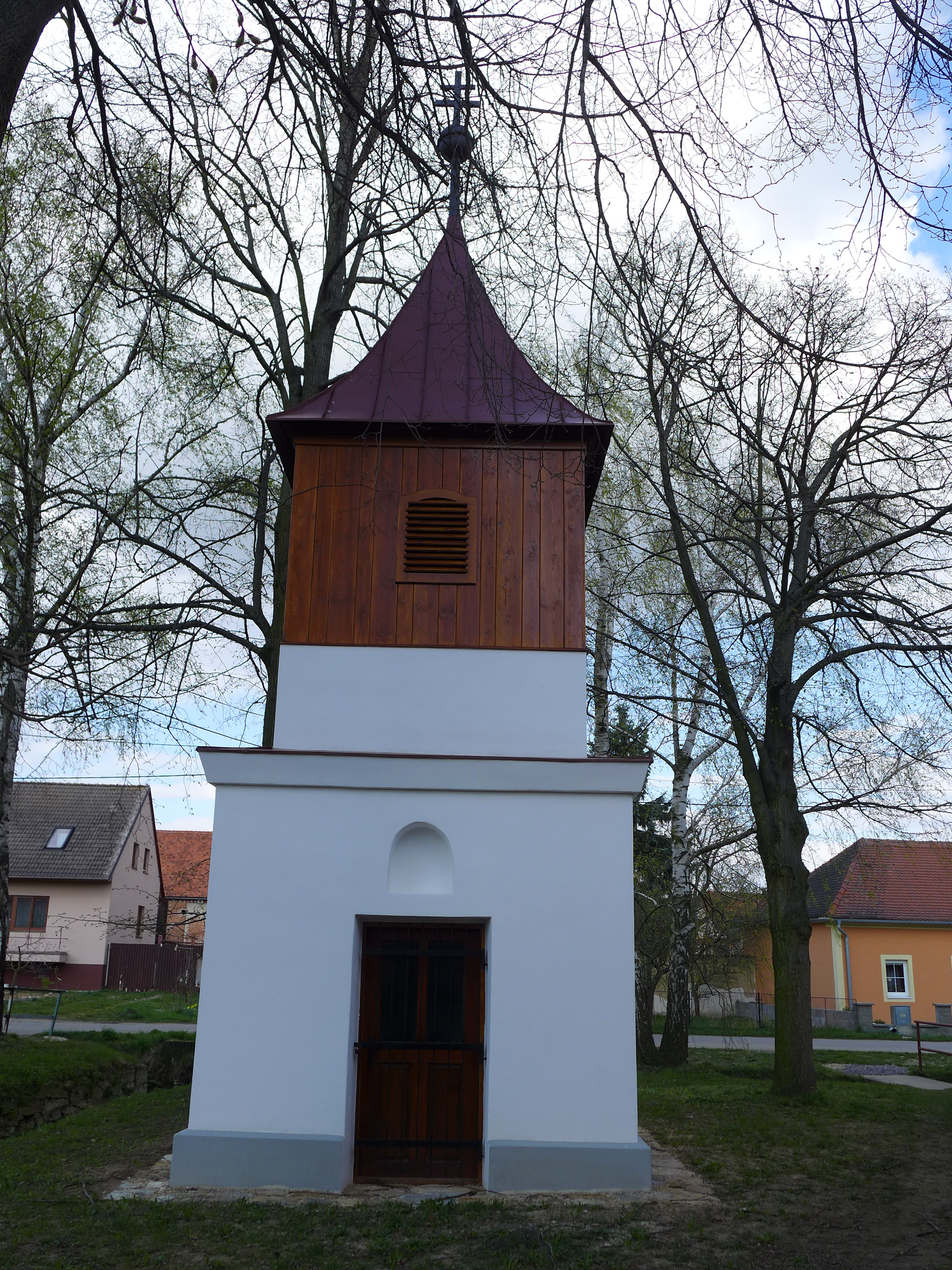
Glockenturm

Dobronice (deutsch Dobronitz) ist ein Ortsteil der Gemeinde Tavíkovice in Tschechien. Er liegt acht Kilometer nordöstlich von Jevišovice und gehört zum Okres Znojmo.

## Geographie
Dobronice befindet sich am Oberlauf des Baches Dobronický potok in der Jevišovická pahorkatina (Jaispitzer Hügelland). Westlich erhebt sich der U Kříže (419 m. n.m.), im Nordwesten die Javorůvka (426 m. n.m.). Gegen Norden liegt das tief eingeschnittene Tal der Rokytná, das den Naturpark Rokytná bildet. Durch den Ort führt die Staatsstraße II/399 zwischen Znojmo und Hrotovice, einen halben Kilometer nördlich verläuft die II/400 zwischen Višňové und Rozkoš.
Nachbarorte sind Přešovice und Rouchovany im Norden, Vilímův Mlýn und Tavíkovice im Nordosten, Horní Kounice im Osten, Přeskače, Medlice und Višňové im Südosten, Křepice und Běhařovice im Süden, Ratišovice, Jevišovice und Střelice im Südwesten, Slatina und Újezd im Westen sowie Újezdský Mlýn, Kašparův Mlýn und Litovany im Nordwesten.

## Geschichte
Erstmals urkundlich erwähnt wurde das Dorf im Jahre 1283 als Sitz des Vladiken Theoderich von Dobronic. Das Gut befand sich lange Zeit im Besitz der Familie von Dobronic. 1320 wurde Michael von Dobronic erwähnt, 1337 die Brüder Staněk und Ingram von Dobronic. Michaels Witwe Katharina erwarb 1348 noch eine Freihufe in dem Dorf von den Brüdern Wenzel und Ulrich Pirkenauer. Wilhelm von Dobronic tauschte 1350 das Pfarrpatronat in Dobronice sowie eine Mühle und Zubehör bei Johann von Plenkowic gegen dessen Besitz in Plenkowitz ein, der einen Teil davon seiner Frau Krista verschrieb und den anderen dem Biharzowitzer Pfarrer Soběslaw und dessen Neffen Stephan verkaufte. Der Pfarrer trat 1360 seinen Anteil von Dobronitz an seinen Bruder Filipp und den Neffen Stephan ab. Der Sohn des Letztgenannten, Gimram von Dobronic, verkaufte 1381 seinen Freihof mit Vorwerk und Zubehör an seine Söhne; im selben Jahr erwarb Filipps Sohn, der ebenfalls Gimram hieß, einen Freihof mit zwei Gehöften von seinem Vater. Im Jahre 1398 gehörte das Dorf anteilig dem Pfarrer von Wladislau und Johann von Dobronic. Seit Beginn des 15. Jahrhunderts wechselten die Besitzer der verschiedenen Anteile oftmals; die Vladiken von Dobronic hielten seit dieser Zeit keinen Besitz mehr in dem Dorf. Im Jahre 1493 wurde Ludmilla von Ričan, die Witwe des Ludwig von Tajkowitz, auf Dobronitz intabuliert. Fünf Jahre später war das Gut Dobronitz bereits mit dem Gut Tajkowitz vereinigt. Die Feste Dobronice erlosch wahrscheinlich in dieser Zeit; wann die Pfarre einging, ist nicht bekannt. Als 1548 mit dem Tod von Jan Zajímač von Kunstadt die Linie der Zajímač von Kunstadt und Lichtenau erlosch, erfolgte der landrechtliche Verkauf des Gutes Tajkowitz an Johann von Tawikowic. Ihm folgte sein Schwiegersohn, der Protestant Georg Christoph Teuffel von Gundersdorf. Nachfolgender Grundherr war ab 1608 Georg Hoditzky von Hoditz auf Platsch. Hoditzkys Witwe Maria Anna, geborene von Náchod, verkaufte das Gut Tajkowitz mit allem Zubehör 1629 an Andreas Freiherr von Ostešow. Die Freiherren von Ostešow hielten den Besitz bis 1679, danach folgten zahlreiche Besitzerwechsel. 1738 erwarb Georg Gottfried von Koch das Gut Tavíkovice. Der Meierhof wurde 1782 aufgelöst. 1790 wurde der Besitz des überschuldeten Hofrates Gottfried von Koch versteigert, neuer Besitzer der Herrschaft Tavíkovice wurde der k.k. General Friedrich Landgraf zu Fürstenberg. 1815 erwarb die Witwe Josepha von Fürstenberg, geborene Gräfin von Žerotin, die Herrschaft von ihren Miterben.
Im Jahre 1834 bestand das im Znaimer Kreis gelegene Dorf Dobronitz bzw. Dobronice aus 47 Häusern mit 239 Einwohnern. Haupterwerbsquelle bildete die Landwirtschaft. Im Ort gab es einen herrschaftlichen Schafhof und ein Jägerhaus, an die sich am östlichen Ortsrand die ehemalige Fasanerie – ein inmitten von Feldern liegendes und von einem gemauerten Kanal und künstlichen Gängen durchschnittenes Wäldchen – an. Pfarrort war Bihařowitz, der Amtsort war Taikowitz. Bis zur Mitte des 19. Jahrhunderts blieb Dobronitz der Allodialherrschaft Taikowitz untertänig.
Nach der Aufhebung der Patrimonialherrschaften bildete Dobronice / Dobronitz ab 1849 einen Ortsteil der Marktgemeinde Běhařovice im Gerichtsbezirk Kromau. Ab 1869 gehörte das Dorf zum Bezirk Mährisch Kromau; zu dieser Zeit hatte Dobronice 228 Einwohner und bestand aus 48 Häusern. In den 1880er Jahren löste sich Dobronice von Běhařovice los und wurde eigenständig. Im Jahre 1896 wurde die Gemeinde dem Gerichtsbezirk Hrottowitz zugeordnet. Im Jahre 1900 lebten in Dobronice 223 Personen; 1910 waren es 274. Nach dem Ersten Weltkrieg zerfiel der Vielvölkerstaat Österreich-Ungarn, Dobronice wurde 1918 Teil der neu gebildeten Tschechoslowakischen Republik. Beim Zensus von 1921 lebten in den 52 Häusern der Gemeinde 279 Personen, davon 275 Tschechen. Im Jahre 1930 bestand Dobronice aus 54 Häusern und hatte 223 Einwohner. Nach der deutschen Besetzung wurde die Gemeinde 1939 in den Kreis Mährisch Budwitz umgegliedert; bis 1945 gehörte Dobronice / Dobronitz zum Protektorat Böhmen und Mähren. Nach dem Ende des Zweiten Weltkrieges 1945 erfolgte die Wiederherstellung der alten Bezirksstrukturen. Im Jahre 1950 hatte Dobronice 190 Einwohner. Im Zuge der Aufhebung des Okres Moravský Krumlov wurde Dobronice 1949 dem Okres Moravské Budějovice zugeordnet. Nach dessen Auflösung kam die Gemeinde 1960 zum Okres Znojmo. 1964 erfolgte die Eingemeindung nach Tavíkovice. Beim Zensus von 2001 lebten in den 46 Häusern des Dorfes 87 Personen.

## Ortsgliederung
Der Ortsteil Dobronice bildet einen Katastralbezirk.

## Sehenswürdigkeiten
- Glockenturm auf dem Dorfplatz